# Kitaro dei cimiteri - Il film
Kitaro dei cimiteri - Il film (ゲゲゲの鬼太郎?, GeGeGe no Kitaro) è un film del 2007 diretto da Katsuhide Motoki.
La pellicola live action è ispirata al celebre anime e manga Kitaro dei cimiteri di Shigeru Mizuki. Il film ha avuto un sequel, prodotto l'anno successivo ed intitolato Kitaro e la maledizione del millennio.
In Italia il film è stato trasmesso per la prima volta il 4 aprile 2015 sul canale di SKY Man-Ga, che ha poi in seguito trasmesso anche il sequel. Entrambi sono andati in onda in lingua originale con i sottotitoli in italiano.

## Trama
Nezumi Otoko, l'uomo ratto, casualmente si trova a rubare un'importante gemma demoniaca chiamata "La pietra dei demoni". Credendola una semplice pietra preziosa la vende ad un emporio, a cui però viene rubata da un uomo disoccupato e disperato. A causa di questo, gli spiriti della volpe, proprietari della pietra, vanno a riprendersela con la forza dalla famiglia dell'uomo, un bambino ed una ragazza, inconsapevoli di tutto. Kitaro dei cimiteri, insieme a tutti i suoi amici e alleati, si desta per salvare la ragazza ed il bambino.

## Doppiaggio
Il personaggio Medama Oyaji (Padre bulbo oculare) realizzato in CGI, è doppiato da Isamu Tanonaka, lo storico doppiatore del personaggio, che gli ha prestato la voce in tutte le serie animate finora dedicate alla serie dal 1968.